# انعدام الثدي
انعدام الثدي يشير إلى الحالة التي تغيب فيها أنسجة الثدي، الحلمة والهالة وذلك بسبب عيب خلقي أو حتى بسبب المشاكل علاجية المنشأ. انعدام الثدي عند التفتيات يسير بشكل متوازي مع ما يُعرف بتكبير الثدي حيث تلجأ له الكثير من النساء لتفادي الانعدام.
يختلف انعدام الثدي عما يُعرف بانعدام الغدد الثديية والذي ينطوي فقط على عدم وجود أنسجة الثدي ثم الحلمة بينما الهالة تكون موجودة؛ وعلى الرغم من ذلك يخلط الكثير بين المفهومين باعتبار أن الأعراض وظروف العلاج أو طرقها تكون متشابهة بل تكون متطابقة إلى حد بعيد.